# Антецедент
Антецедент (лат. antecedens, «той, що передує») — це активна частина логічної імплікації. Перша частина імплікації є умовою (основою, антецедентом), а друга — наслідком (консеквентом). Антецедент (попередній член) — попередня одиниця висловлювання (слово, словопоєднання, речення), з якою співвіднесено — замінюючи її, вказуючи на неї і т. ін. — інша, наступна. Антецедент також відомий своїми принципами щодо можливої чи гіпотетичної проблеми. Антецедент — це перша половина гіпотетичної пропозиції, коли в реченню «якщо» передує «тоді»; це перший член умовного (імплікативного) судження, якому передує слово «якщо» (або «тоді»). У зв'язаних умовних реченнях антецедент, тобто речення, яке починається з «якщо», завжди потребує продовжувача та продовжувача антецендента. Антецедент відомий як передумова, є першою половиною гіпотетичної пропозиції. Антет (фр. аn tete: на чолі) — заставка. Антецедентний (антецедентна пропозиція) — перша (за порядком) пропозиція у складі складного, що є антецедентом до союзного слова. Хоча антецедент визначається як перша частина умовного речення, це не означає, що антецедент обов'язково стоїть на початку речення. Наприклад, у реченні «Той, хто був мудрим, умів», хоча на початку стоїть «умів», але відповідно до змісту речення знання є передумовою здібностей і вважаються антецедентом. Тобто, інколи антецедент має розширювальне значення на позначення основи, причини, умови тощо; означає попередній чи наступний контекст (слова) для анафори. Антецедент іноді також називають «випереджувальним», а наступне — «постпозицією». Це частина, у якій виражається умова. Перша частина, яка встановлює умову. Безпрецедентна пропозиція — «його вже не чекали, коли він приїхав».
- В імплікації «А веде до Б», А є антецедентом, а В — консеквентом. У реченні «Коли йде сніг, земля біліє» антецедентом є «іде сніг».
- Якщо P, то Q. Це стандартна логічна формула для гіпотетичної пропозиції. У цьому випадку антецедентом є P. В умовному реченні «Якщо А, то Б» вираз «А» є антецедент; вираз «Б» називають консеквентом (лат. consequens, наслідок, висновок). Наприклад, в умовному реченні «Якщо зараз ніч, то зараз темно»: антецедент — «зараз ніч», а консеквент — «зараз темно». Цей приклад вказує на два висловлення, з яких за допомогою логічної операції імплікації («якщо…, то…») утворюється складне імплікативне висловлення.
- У фразі «Якщо A є B, то C є D», «A є B» називається антецедентом цього умовного твердження.
- «Якщо людина ходила по Місяцю, то я король Франції». Передумовою є те, що люди вже ходили на Місяць (антецедент відносний). «Якщо до 2016 року на Місяці будуть люди, то я король Франції». Тут попередником є «до 2016 року на Місяці будуть люди».
- У складному висловленні «Якщо у вас є десять тисяч доларів, ви можете подорожувати до Європи», «Якщо у вас є десять тисяч доларів» є антецедентом.

Мовою старих філософів, особливо в логіків Кантівської школи, в їх ученні про судження, висновки й докази антецедент частково означає логічний підмет в його стосунку до присудка, частково — причину в стосунку до наслідку. Антецедентом називають загалом події, що передували, оскільки вони допомагають пояснити теперішнє. У цьому сенсі кажуть, наприклад, про антецедент якоїсь особи, маючи на увазі, що попередній образ її дій дає підстави очікувати від неї того чи іншого.